# Антіго (Вісконсин)
Антіго (англ. Antigo) — місто (англ. city) в США, в окрузі Ланґлейд штату Вісконсин. Населення — 8100 осіб (2020).

## Географія
Антіго розташоване за координатами 45°8′29″ пн. ш. 89°9′19″ зх. д. / 45.14139° пн. ш. 89.15528° зх. д. (45.141269, -89.155225).  За даними Бюро перепису населення США в 2010 році місто мало площу 17,07 км², з яких 16,93 км² — суходіл та 0,14 км² — водойми.

### Клімат
| Клімат : Антіго                             | Клімат : Антіго | Клімат : Антіго | Клімат : Антіго | Клімат : Антіго | Клімат : Антіго | Клімат : Антіго | Клімат : Антіго | Клімат : Антіго | Клімат : Антіго | Клімат : Антіго | Клімат : Антіго | Клімат : Антіго | Клімат : Антіго |
| Показник                                    | Січ.            | Лют.            | Бер.            | Квіт.           | Трав.           | Черв.           | Лип.            | Серп.           | Вер.            | Жовт.           | Лист.           | Груд.           | Рік             |
| Абсолютний максимум, °C                     | 15,6            | 15,0            | 25,6            | 32,2            | 37,8            | 37,2            | 38,3            | 37,2            | 34,4            | 30,6            | 22,8            | 15,0            | 38,3            |
| Середній максимум, °C                       | −6,6            | −3,3            | 1,9             | 11,3            | 19,2            | 23,8            | 26,1            | 24,7            | 19,2            | 12,8            | 3,5             | −4,1            | 10,8            |
| Середня температура, °C                     | −12,3           | −9,4            | −2,8            | 5,2             | 12,2            | 17,0            | 19,4            | 18,3            | 13,0            | 6,9             | −1,2            | −9,1            | 4,8             |
| Середній мінімум, °C                        | −18,2           | −15,5           | −8,4            | −0,9            | 5,1             | 10,1            | 12,7            | 11,9            | 6,8             | 1,0             | −5,9            | −14,2           | −1,2            |
| Абсолютний мінімум, °C                      | −39,4           | −40             | −30,6           | −18,9           | −8,3            | −3,3            | −1,1            | −1,1            | −10,6           | −15             | −25,6           | −37,2           | −40             |
| Норма опадів, мм                            | 22              | 20              | 42              | 66              | 76              | 93              | 101             | 107             | 102             | 66              | 53              | 30              | 778             |
| ------------------------------------------- | --------------- | --------------- | --------------- | --------------- | --------------- | --------------- | --------------- | --------------- | --------------- | --------------- | --------------- | --------------- | --------------- |
| Джерело: Midwestern Regional Climate Center |                 |                 |                 |                 |                 |                 |                 |                 |                 |                 |                 |                 |                 |

## Демографія
Згідно з переписом 2010 року, у місті мешкали 8234 особи в 3613 домогосподарствах у складі 2049 родин. Густота населення становила 482 особи/км².  Було 3972 помешкання (233/км²).
Расовий склад населення:
| - 95,1 % — білих - 1,4 % — корінних американців - 0,5 % — чорних або афроамериканців - 0,4 % — азіатів |

До двох чи більше рас належало 1,7 %. Частка іспаномовних становила 2,7 % від усіх жителів.
За віковим діапазоном населення розподілялося таким чином: 23,5 % — особи молодші 18 років, 57,4 % — особи у віці 18—64 років, 19,1 % — особи у віці 65 років та старші. Медіана віку мешканця становила 40,6 року. На 100 осіб жіночої статі у місті припадало 92,1 чоловіків;  на 100 жінок у віці від 18 років та старших — 88,0 чоловіків також старших 18 років.
Середній дохід на одне домашнє господарство  становив 41 499 доларів США (медіана — 34 225), а середній дохід на одну сім'ю — 50 918 доларів (медіана — 46 583). Медіана доходів становила 38 866 доларів для чоловіків та 31 952 долари для жінок. За межею бідності перебувало 22,1 % осіб, у тому числі 24,7 % дітей у віці до 18 років та 14,2 % осіб у віці 65 років та старших.
Цивільне працевлаштоване населення становило 3600 осіб. Основні галузі зайнятості: освіта, охорона здоров'я та соціальна допомога — 20,6 %, виробництво — 15,5 %, мистецтво, розваги та відпочинок — 13,4 %, роздрібна торгівля — 11,5 %.